# Rejecocktail
En rejecocktail er en ret bestående af kogte, pillede og afkølede rejer serveret på en bund af sprød salat og med en thousand island-dressing eller lignende. Der kan være andre ingredienser som asparges i cocktailen. Retten serveres ofte i glas, hvoraf "cocktail"-navnet kommer.
Rejecocktailen har gennem en del år været populær som forret ved fester i Danmark, særligt siden 1980'erne.
| Mad og drikke | Spire Denne artikel om mad og drikke er en spire som bør udbygges. Du er velkommen til at hjælpe Wikipedia ved at udvide den. |